# Kerlingahnjúkur
Kerlingahnjúkur är en bergstopp i republiken Island. Den ligger i regionen Norðurland eystra, 240 km nordost om huvudstaden Reykjavík. Toppen på Kerlingahnjúkur är 1 197 meter över havet.
Runt Kerlingahnjúkur är det mycket glesbefolkat, med 3 invånare per kvadratkilometer. Närmaste större samhälle är Dalvík, omkring 16 kilometer nordost om Kerlingahnjúkur. Trakten runt Kerlingahnjúkur består i huvudsak av gräsmarker.